# 彭沉雷

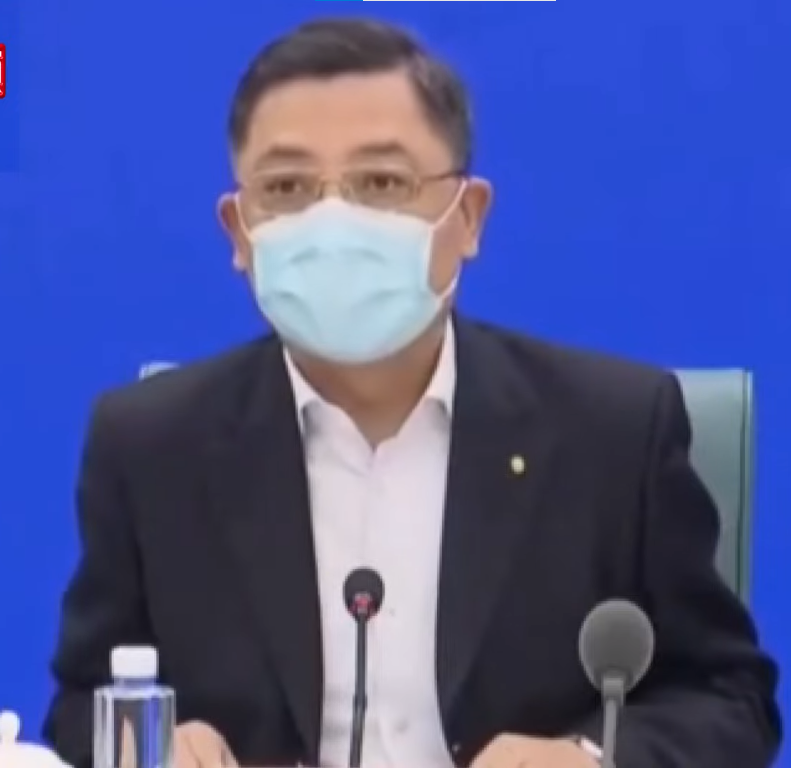
彭沉雷于2022年4月15日上海市疫情防控新闻发布会上回应记者提问

彭沉雷（1962年11月—），男，汉族，北京人，中华人民共和国政治人物，现任上海市人民政府党组成员，中共十九大代表。

## 生平
曾任中共复旦大学分校党委宣传部干事、上海大学文学院讲师、上海大学文学院秘书学系副主任、中国共青团上海大学委员会书记、上海市青浦县副县长、青浦区副区长、奉贤区区长、中共崇明县委书记、上海市人民政府副市长等職務。2023年1月，换届不再担任上海市人民政府副市长，仍然担任上海市人民政府党组成员。